# Vanilla bertoniensis
Vanilla bertoniensis é uma espécie de orquídea de hábito escandente e crescimento reptante que existe no Paraguai e região sul do Brasil. São plantas clorofiladas de raízes aéreas; sementes crustosas, sem asas; e inflorescências de flores de cores pálidas que nascem em sucessão, de racemos laterais.}}
Esta espécie pode ser reconhecida entre as Vanilla por apresentar de espessura intermediária, labelo branco claramente trilobado, com manchas verdes no disco e base amarelada e lobo intermediário triangular acuminado; folhas levemente membranáceas e reticuladas, ovaladas; e flores solitárias comparativamente menores, porém bem abertas; ovário mais ou menos roliço; e por seu hábito terrestre porém subindo nas árvores apoiada por suas raízes aéreas.